# رایفکا
رایفکا (انگلیسی: Rayevka) یک شهرک در شهرستان میشکینسکی استان باشقیرستان کشور روسیه است.